# Elesznica (obwód sofijski)
Elesznica (bułg. Елешница) – wieś w Bułgarii, w obwodzie sofijskim, w gminie Elin Pelin. Według danych szacunkowych Ujednoliconego Systemu Ewidencji Ludności oraz Usług Administracyjnych dla Ludności, 15 grudnia 2018 roku miejscowość liczyła 427 mieszkańców.

## Nazwa
Po drugiej wojnie światowej wioska Elesznica została przemianowana na Czankowa w imieniu Jordanki Czankowej (komunistycznej działaczki), po tym jak Georgi Czankow (polityk) popadł w niełaskę w 1959 roku, nazwa została zmieniona na Jordankino. Pierwotna nazwa miejscowości została wznowiona w 1991 roku.

## Osoby związane z miejscowością
- Jordanka Nikołowa (1911–1944) – uczestniczka ruchu antyfaszystowskiego